# Sambhu Nath De

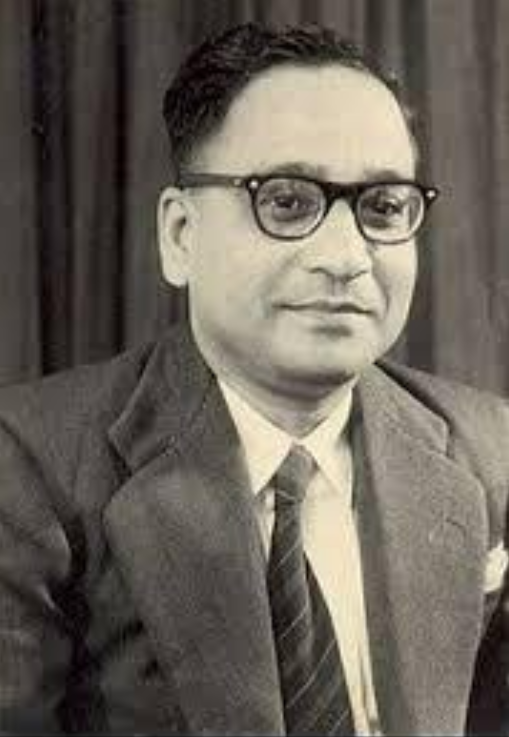
Sambhu Nath De

Sambhu Nath De (bengalisch শম্ভুনাথ দে Śambhunāth De; * 1. Februar 1915 in Garibati, Bengalen; † 15. April 1985 in Kolkata, Westbengalen) war ein indischer Forscher im Bereich der Mikrobiologie.

## Leben
De wurde im Dorf Garibati im Distrikt Hugli geboren. Nach einer Ausbildung in Kalkutta studierte er von 1947 bis 1949 in London mit einem Abschluss als Pathologe. 1955 wurde De Leiter der Pathology and Bacteriology Division des Calcutta Medical College. Sein Hauptforschungsgebiet war die Cholera. 1959 entdeckte er das Choleratoxin.